# 名古屋市交通局1550形電車
名古屋市交通局1550形電車は、かつて名古屋市交通局が保有していた路面電車車両である。1800形と同時期に登場したが、機器などのグレードを落とした、廉価版の車両であった。

## 概要
1550形は1953年12月に最初の5両が投入され、翌1954年12月までに合計12両が、日立製作所・日本車輌製造・輸送機工業の3社によって製造された。
1400形以来の流れを汲む片側3扉・12m級の中型車で、側面窓配置は1D4D4D1、2段上昇窓で両端扉は2枚引戸、中央扉は1枚引戸となっていた。外観は同時期に登場した1800形（1801～1814）とほぼ同一である。ただし木製の扉や窓枠・白熱電球の車内照明・直接制御方式を採用するなど、ダウングレード版の車両である。足回りは50PSのモーターを2基装備、KS40Jまたはブリル76E2類似の台車を履いていた。1800形と比較され「インチキ無音電車」のあだ名があった。
性能的には1500形とほぼ同一の旧型車であり、12両の小所帯形式だったが、堅実で扱い易いため、路線縮小過程での廃車は見送られ、大部分が路線全廃時まで残存した。

## 運用
新造直後には全車が浄心車庫に配置され、上江川線や栄町線（広小路線）など、同車庫担当系統で運用された。その後は稲葉地車庫や沢上車庫に分散配置され、市内中心部を走る系統で運用されることが多かった。最末期には全車が安田車庫に配置され、沢上車庫廃止時に1561・1562の2両が廃車されたが、残る10両は路線全廃時まで活躍した。
路線全廃日の「サヨナラ電車」3両の内の1両は、同形式から1555が選ばれ、装飾を施されて最後の力走を行った。

## 改造
前面方向幕大型化
1962年8月に、1551が改造を受けた。本改造はこの1両だけで終わり、他車・他形式に及ぶことはなかった。
ワンマン化改造
1969年までに全車が改造された。形態的にはいわゆる「標準ワンマン」で、車体全周に赤帯を追加、運転台の操作卓は小型のものを、ワンマン表示器は前灯下部に大型のものを装備した。また前灯下部にあった車番は小型化の上、系統番号表示器の下部に移設された。
ワンマン運行では「前乗り後降り」（運賃前払い）とされていたため、進行方向に対して前扉を乗車用、中扉を降車用として、後扉は締切扱いとした。このためワンマン化改造後は、外観こそ3扉車であるが、実質は左右非対称の前中2扉車となっていた。

## 保存車・譲渡車

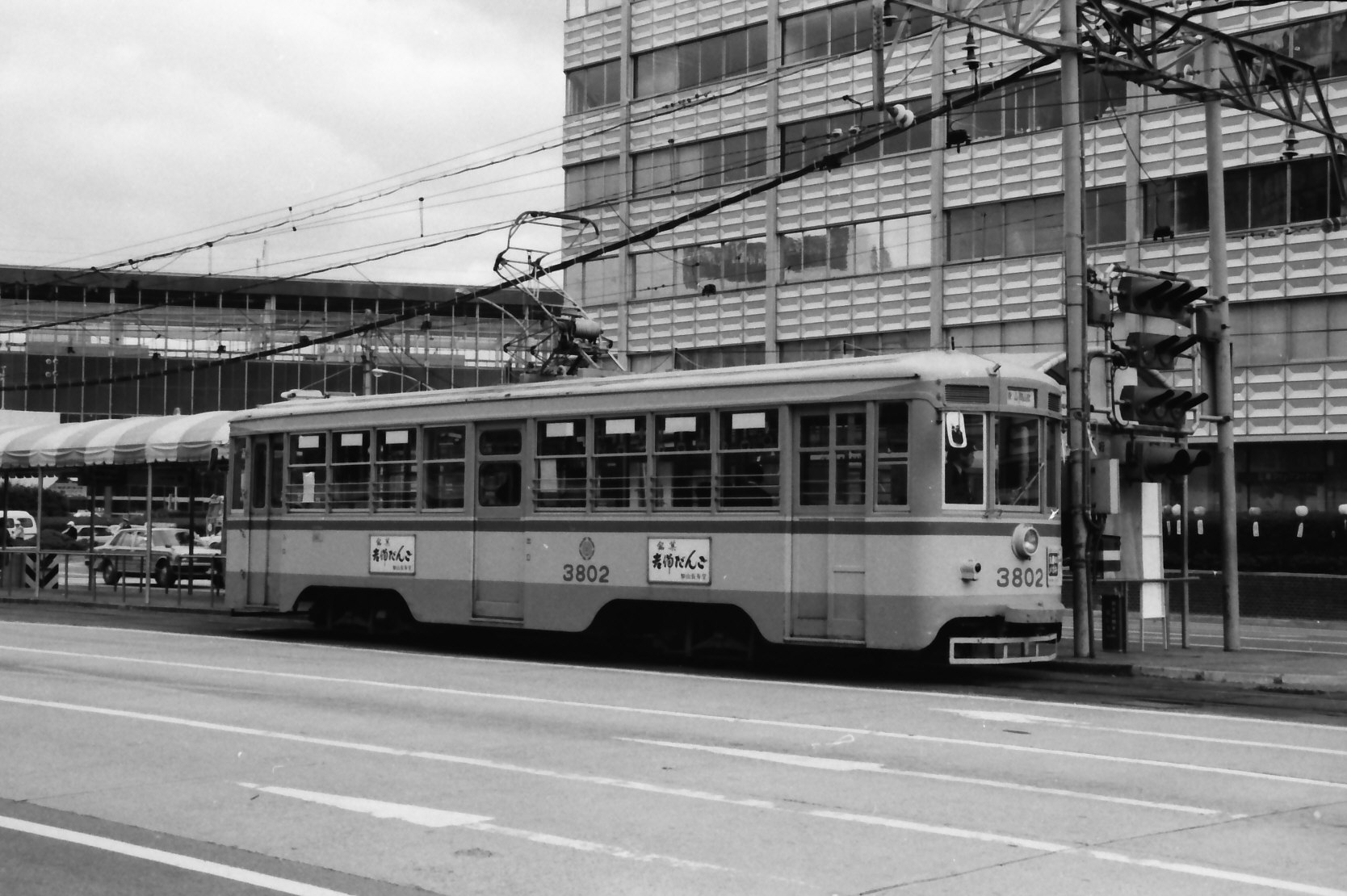
岡山電気軌道３８０２

沢上車庫廃止時に廃車となった1561・1562の2両が、1974年3月に岡山電気軌道に譲渡され、同社の3800形（3801・3802）となったが、既に廃車されている。
1551から1560までの台車が1974年伊予鉄道に譲渡され、電動機交換のうえ、モハ50型（70～78）の台車振替に使用された。

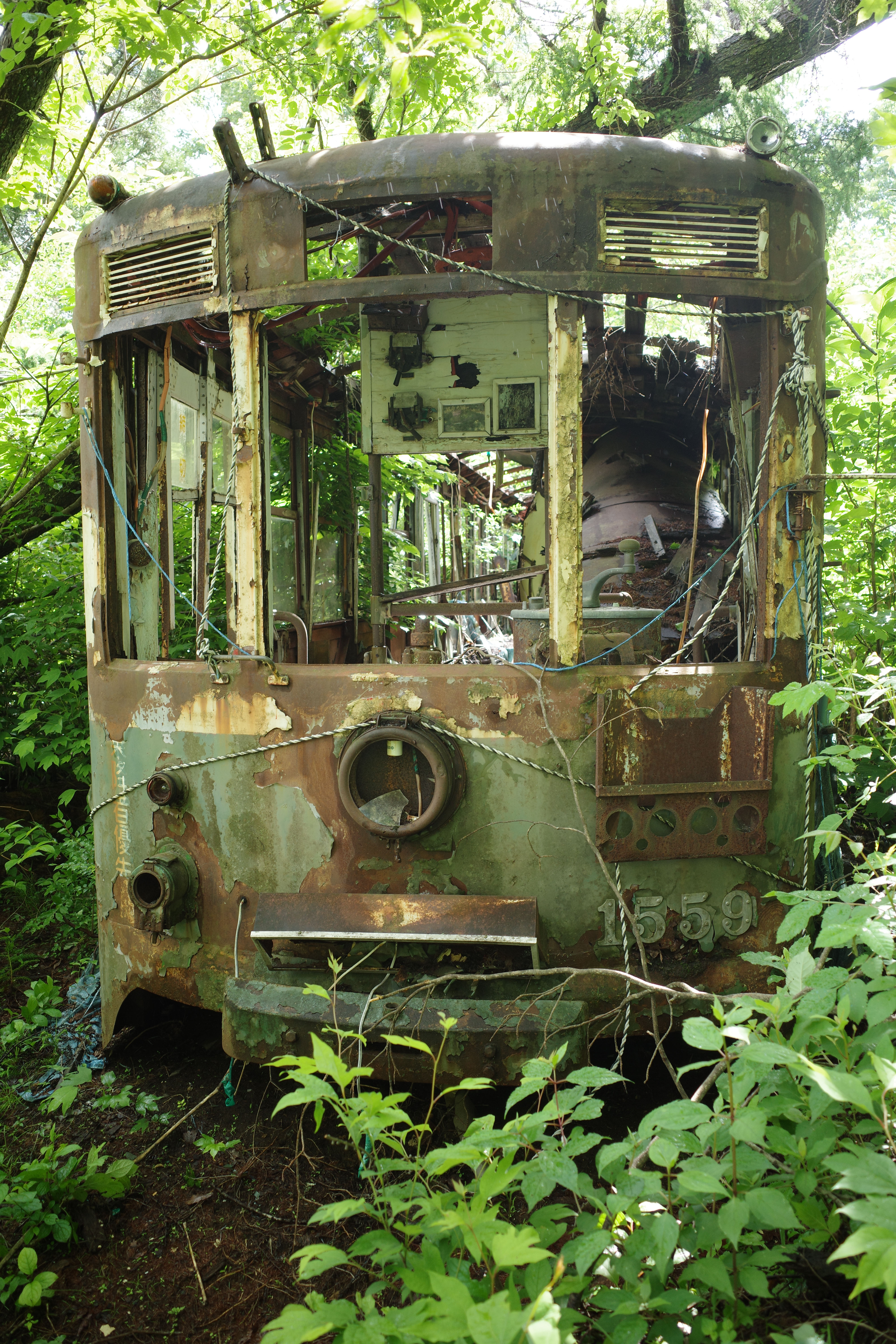
岐阜県内に現存する1559（2019年撮影）

なお1559の車体は岐阜県内の山中（ひるがの高原スキー場周辺）に野ざらしの状態で現存している。保存状態は天井が剥がれ落ちているなど、極めて悪い。なお、1559の車体は私有地にあるため、立ち入ることは基本的にできない。

## 車両諸元
- 車長：12706mm
- 車高：3075mm
- 車幅：2404.6mm
- 定員：70名
- 自重：14.0t
- 台車：
  - 住友KS40J（1551～1560）
  - ブリル76E2の類似コピー品（1561・1562）
- 電動機：50PS（36.8kW）×2
- 製造：
  - 日立製作所（1551～1555）
  - 日本車輌製造（1556～1558・1561・1562）
  - 輸送機工業（1559・1560）